# Aguni
Aguni (粟国村?) è un villaggio giapponese della prefettura di Okinawa.